# Макарова, Елена Григорьевна
Елена Григорьевна Макарова (урождённая Коренберг; род. 18 октября 1951, Баку) — русский прозаик, скульптор, педагог-искусствотерапевт, куратор международных выставок. С 1990 года живёт в Израиле.

## Биография
Родилась в семье поэтов Григория Корина и Инны Лиснянской. Училась скульптуре в Суриковском институте и у Эрнста Неизвестного (1967—1974), в 1974 г. закончила Литературный институт имени А. М. Горького. С 1977 преподавала лепку в Химкинской школе искусств. В 1990 году переехала в Иерусалим. В настоящее время живёт в Хайфе.
Елена Макарова — автор свыше 40 книг на 11 языках, в том числе прозаических сборников «Катушка», 1978; «Переполненные дни», 1982; «Открытый финал», 1989 (М., Советский писатель); «Освободите слона», 1985 (М., Знание); «Лето на крыше», 1987 (М., Знание); «В начале было детство», 1990 (М., Просвещение); «Где сидит фазан», 1993; (М.—Иерусалим, Тарбут-Руслит); «Преодолеть страх, или Искусствотерапия», 1996 (М., Школа-Пресс); «Терезин: культура против варварства» (Therezienstadt cultur och barbari) (Швеция, 1996, в соавторстве с Е. Кешман), «Университет над пропастью» (University over the Abyss) Израиль, 2000/2004, в соавторстве с С.Макаровым и В.Куперманом; «Как вылепить отфыркивание» и «Цаца Заморская», 2007 (М., НЛО); «Смех на руинах», 2007 (М., Время).
В деятельности Макаровой значительное место занимает изучение и пропаганда художественного творчества узников нацистских концлагерей. Вместе с соавторами ею были подготовлены 4 книги, объединённые серийным названием «Крепость над бездной»: «Терезинские дневники, 1942—1945» (2003), «Я — блуждающий ребёнок. Дети и учителя в гетто Терезин, 1941—1945» (2005), «Терезинские лекции, 1941—1944» (2006), «Искусство, музыка и театр в Терезине. 1941—1945». Среди других работ на эту тему — выставки и книги о художнице школы «Баухауз» Фридл Дикер-Брандейс, одной из основателей искусствотерапии; на её уроках в концлагере Терезин детьми было нарисовано более 5 тысяч рисунков. Книга «Фридл Дикер-Брандейс. Жизнь во имя искусства и преподавания» вышла сперва на немецком в Вене в 1999 г., затем на английском, чешском, французском и японском языках. В 2013 году под общей редакцией Е. Макаровой и С. Макарова в издательстве Генезис выходит книга «Эдит Крамер. Арт-терапия с детьми» (пер. с англ.). Вступительная статья и послесловие Елены Макаровой . Книга является классическим трудом в области психологической коррекции с помощью искусства. К изданию прилагается компакт-диск с документальным «Эдит Крамер», авторы Е. Макарова и Е. Кучук. Переиздана в 2018 году.
В период с 1988 по 2011 Елена Макарова курировала 38 выставок на тему «Культура под гнетом нацизма» — в России, Израиле, США, Чехии, Японии, Швеции, Франции, Австрии, Норвегии, Дании и Германии. Проводит мастер-классы по искусствотерапии.

## Книги
Педагогика
- Трилогия Как вылепить отфыркивание : Т.1. Освободите слона. — М.: Самокат, 2011; Т.2. В начале было детство. — М.: Самокат, 2011; Т.3. Вечность и вещность. — М.: Самокат, 2011.
- Преодолеть страх, или искусство-терапия. — М.: Школа-Пресс 1996.
- Движение образует форму. — М.: Самокат, 2017. — (Самокат для родителей).

Проза
- Катушка. 1978.
- Смех на руинах. — М.: ВРЕМЯ 2008.
- Вечный сдвиг: Повести и рассказы. — М.: НЛО 2015.